# Un cheval sous la lune
Un cheval sous la lune est un roman de l’écrivain français Gilbert Bordes publié en 1994.

## Résumé
Un jeune de l’assistance découvre l’amour (plutôt platonique) dans un château en ruine en Corrèze.